# Ліонс (Фрисландія)
Ліонс (нід. Lions, фриз. Leons) — село в нідерландській провінції Фрисландія. Входить до муніципалітету Леуварден.
Його площа становить 1,92км², а населення станом на 2021 рік складало 25 осіб.

## Галерея

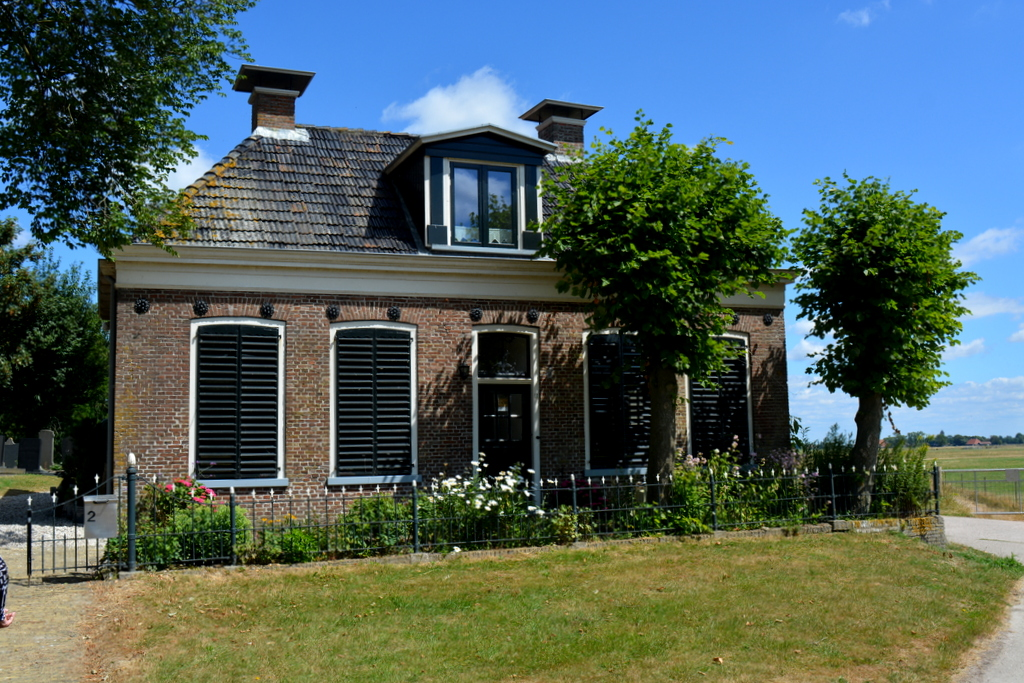
Будинок почту
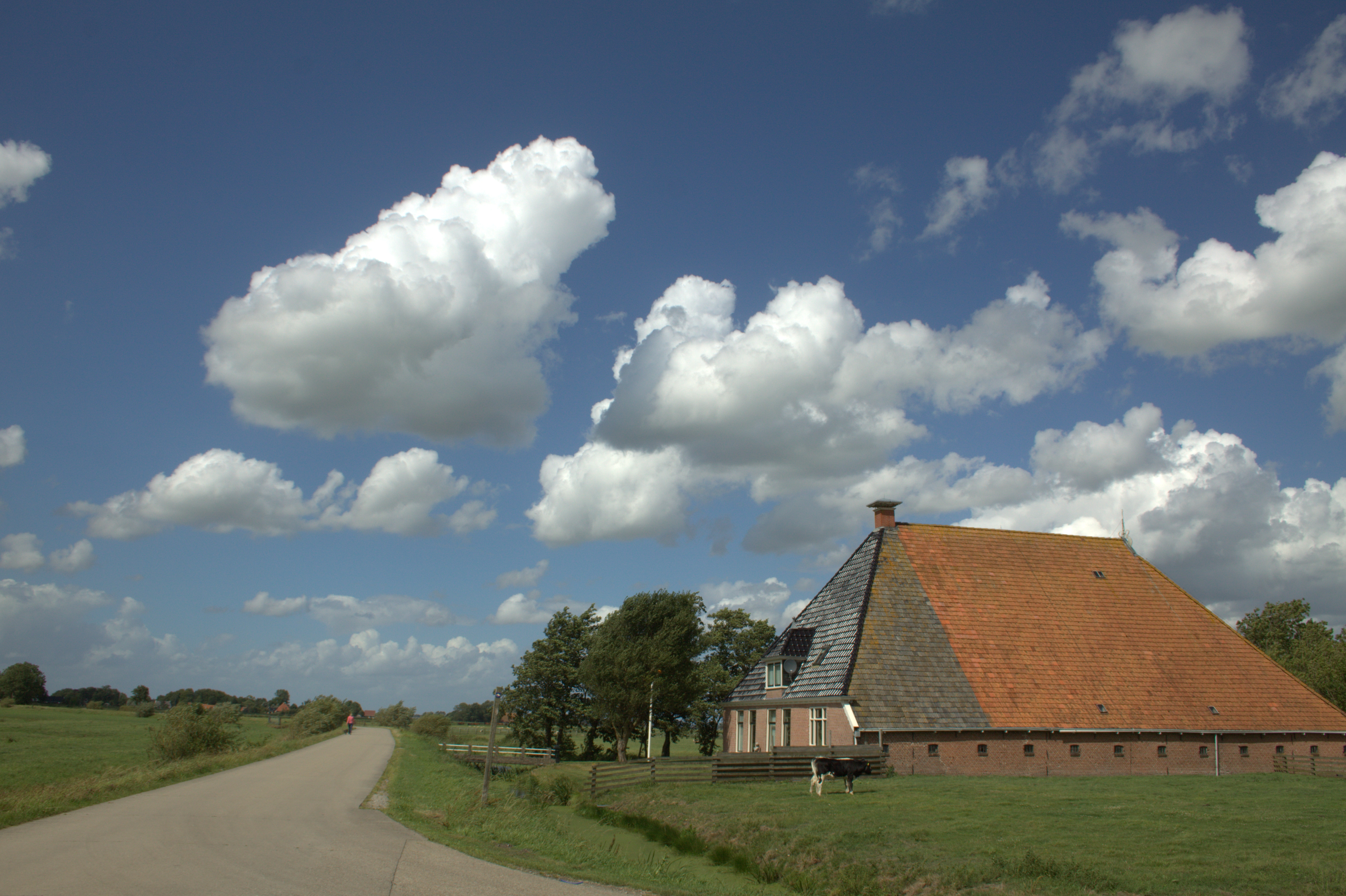
Ферма в Ліонсі